# Страсти по Матвею
«Страсти по Матвею» — российская комедийная мелодрама Сергея Ильина. Фильм рассказывает о молодом алтарнике Матвее, мечтающем стать православным священником, и дерзкой художнице Агате, которые, познакомившись, поняли, что у них одинаковые проблемы и ценности. В главных ролях задействованы Денис Власенко и Валери Зоидова.
Премьерный показ фильма «Страсти по Матвею» состоялся 11 октября 2023 года в столичном кинотеатре «Художественный». Фильм представили исполнители главных ролей. Выход в широкий прокат состоялся 19 октября 2023 года. Фильм завоевал главный приз на фестивале «Новый сезон».

## Сюжет
Сын священника Матвей с детства мечтал пойти по стопам отца. Он недавно закончил духовную семинарию, и отец уже присмотрел храм, где Матвей будет настоятелем. Осталось лишь рукоположить молодого алтарника, а для этого женить его. Отец предлагает сделать это уже в августе, через пару месяцев. Но тут-то у Матвея и возникают проблемы. Лиза, подруга Матвея со школы, наотрез отказывается стать будущей «матушкой», предпочтя ехать в Санкт-Петербург учиться на психолога. Отец Фёдор, священник из того же храма, где служит отец Матвея, предлагает ему воспользоваться православной службой знакомств в интернете, но и тут Матвею не везёт. На одно свидание он опаздывает. На другое девушка приглашает всю свою семью, которая Матвею не нравится. Ещё одна девушка решила стать монахиней.
Параллельно Матвей знакомится с художницей Агатой, дерзкой девушкой, далёкой от православия, которая по случаю устроилась расписывать храм, где Матвей должен стать настоятелем. Сначала они конфликтуют, но затем сближаются, и Агата даже приглашает Матвея на свой день рождения. Там Матвей понимает, что парень Агаты Роберт относится к девушке недостаточно внимательно и принимает все решения сам, не учитывая её мнения. Матвей произносит тост в честь Агаты, переключая внимание на себя. Он проводит полночи в компании друзей Агаты и даже пытается произнести им проповедь о любви, которую готовил для завтрашней службы. Агата перекрашивает волосы Матвея в зелёный цвет. На следующий день отец устраивает Матвею разнос и требует, чтобы он срочно познакомил его с невестой. Матвей предлагает Агате сыграть эту роль на концерте хора, который будет проходить вечером в храме. Неожиданно Агата приходит туда, и Матвей знакомит её с родителями под видом Агафьи. Но на следующий день отец узнаёт о том, что это художница и Матвей знаком с нею лишь несколько дней. Агату выгоняют с работы, и она ссорится с Матвеем.
Родители устраивают чаепитие со «смотринами» ещё одной потенциальной невесты, это оказывается подруга Агаты Варвара, которая давно симпатизирует Матвею. От неё Матвей узнаёт, что Агате была нужна помощь, но из-за скандала она не смогла попросить о ней Матвея. Матвей продаёт подаренную ему отцом машину и отдаёт деньги Агате. Она целует его, а затем неожиданно спрашивает, большой ли грех аборт.
На службе в храме Матвей исповедуется отцу, говоря о том, что он благодарит Бога за данную ему любовь. Отец отпускает ему грехи, но говорит, что сам он никогда не простит сына. От Варвары Матвей узнаёт, что Роберт с Агатой «всё решили» и понимает, что речь об аборте. В действительности Роберт, как обычно, уговорил Агату сделать аборт, потому что ребёнок появился бы «не вовремя». Прямо посреди службы Матвей едет в больницу и под окнами кричит Агате о своей любви к ней и о том, что ребёнок — это тоже проявление любви. Он вновь вспоминает слова апостола Павла о любви, которые забыл в ночь пьянки. Слышит его только Роберт, который стоит за углом, а Агата с одного из этажей видит Матвея, но не разбирает его слова. Матвея отгоняют охранники, и медсестра предлагает Агате начать процедуру. В это время дверь раскрывается и входит Роберт. Поняв, почему он пришёл, Агата и сам Роберт начинают смеяться.
Проходит около года. Настоятелем нового храма становится отец Фёдор, Матвей по-прежнему остаётся алтарником. На службу неожиданно заходит Агата, показывая Матвею издали новорождённого ребёнка. Отец Фёдор объявляет, что по случаю освящения колоколов сегодня все желающие могут звонить в них. В храм входит молодая девушка, спрашивая Матвея, можно ли ей войти в джинсах.

## В ролях
| Актёр               | Роль                      |
| ------------------- | ------------------------- |
| Денис Власенко      | Матвей                    |
| Валери Зоидова      | Агата                     |
| Алексей Розин       | отец Иоанн, отец Матвея   |
| Ольга Медынич       | матушка Анна, мать Матвея |
| Тимофей Трибунцев   | отец Фёдор, священник     |
| Анар                | Роберт                    |
| Ольга Бодрова       | Варвара                   |
| Александр Мизёв     | Кир                       |
| Валерия Человечкова | Лиза                      |
| Полина Айнутдинова  | Василиса                  |

## Съёмки
Для режиссёра Сергея Ильина фильм стал дебютным. В интервью он отметил, что вложил в свое творчество и личные впечатления, в юности он сам был алтарником. Авторы стремились показать жизнь православной общины в современном обществе, а также проблемы, волнующие прихожан.
Для съёмок в фильме, актёру главной роли Денису Власенко, пришлось ходить на курсы звонарей. Съёмочная группа под руководством Ильина осмотрела около 200 храмов в Москве и Московской области, в результате съёмки проходили в пяти. Основной храм фильма — это смешение нескольких локаций: для интерьерных был выбран храм Климента Папы Римского, экстерьеры и уличные сцены снимали в храме Иоанна Воина на Якиманке и в музее-усадьбе Кузьминки. Семинарию снимали в Московском архитектурном институте. В качестве нового храма, настоятелем которого должен стать главный герой, в фильме выступил Храм святителя Николая Чудотворца в Тушине.

## Награды и номинации
На кинофестивале онлайн-кинотеатров «Новый сезон» в 2023 году, картина «Страсти по Матвею» получила гран-при в номинации «Лучший фильм». Также, за роли в этом фильме свои награды получили актёр Денис Власенко — первое место в номинации «Герой нового сезона» и Валери Зоидова — первое место в номинации «Героиня нового сезона»
Фильм «Страсти по Матвею» попал в лонг-лист кинопремий АПКиТ и «Золотой Орел» за 2023 год в нескольких номинациях : «Лучший игровой фильм», «Лучшая режиссерская работа» (Сергей Ильин), «Лучший сценарий» (Сергей Ильин, Игорь Рыбин), «Лучшая женская роль в кино» (Валери Зоидова), «Лучшая мужская роль в кино» Денис Власенко,«Лучший полнометражный художественный фильм».
Также фильм был номинирован на кинопремию «Ника» в номинациях «Лучшая сценарная работа» и «Открытие года».